# Polarisexpeditionen 1871

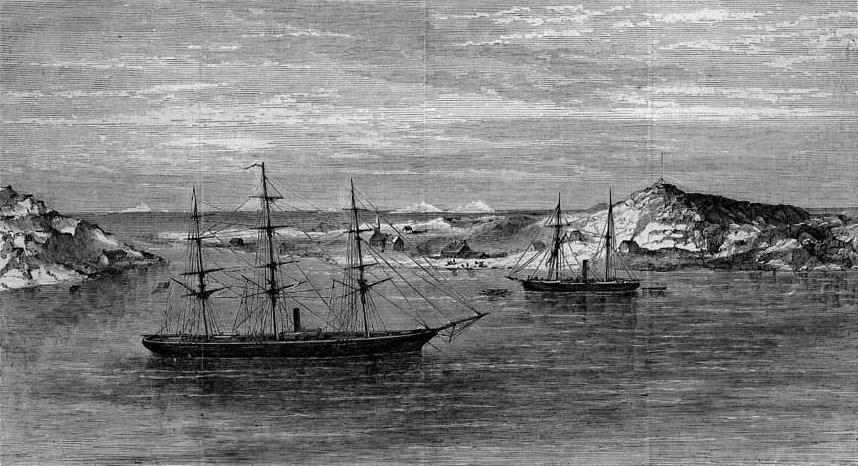
USS Congress (till vänster) och Polaris vid Disko på Grönland.

Polarisexpeditionen 1871, ledd av amerikanen Charles Francis Hall, hade som mål att bli den första expeditionen att nå nordpolen. Expeditionen finansierades av den amerikanska regeringen och var ett av de första försöken att nå nordpolen, efter att den brittiske marinofficeren William Edward Parry 1827 nådde breddgraden 82°45′N. Expeditionen misslyckades med sin huvuduppgift på grund av inkompetens, bristande disciplin och dåligt ledarskap.
Under Halls befäl avgick Polaris från New York i juni 1871. Från oktober övervintrade besättningen på den grönländska nordkusten, där den förberedde en fortsatt färd mot nordpolen. Hall återvände till fartyget efter en upptäcktsfärd på släde och blev omedelbart sjuk. Innan han avled anklagade han delar av besättningen för att ha förgiftat honom. Efter tester utförda på Halls kvarlevor 1968 kunde det fastslås att han hade fått i sig stora mängder arsenik under sina sista två veckor i livet. 
Expeditionens främsta bedrift var att de nådde 82°29'N breddgraden med fartyg, vilket var rekord på den tiden. På väg söderut skildes 19 besättningsmän från fartyget och drev 2 900 kilometer på ett isflak i sex månader innan de slutligen räddades. Polaris gick på grund och förstördes nära Etah på Grönland i oktober 1872. De återstående besättningsmännen överlevde vintern och räddades den efterföljande sommaren. En undersökningskommission tillsattes av marinen att undersöka Halls död men några anklagelser lades aldrig fram.

## Bakgrund

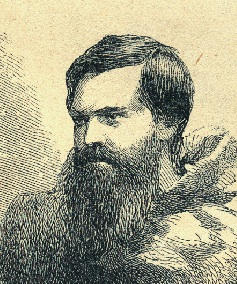
Charles Francis Hall, Polarisexpeditionens ledare.

1827 ledde William Edward Parry en brittisk Royal Navy-expedition med målet att bli först med att nå nordpolen. Under de 50 år som följde efter Parrys försök anordnade amerikanerna tre liknande expeditioner: Elisha Kent Kane 1853-1855, Isaac Israel Hayes 1860-1861, och Charles Francis Hall med Polaris 1871-1873.
Hall hade ingen akademisk bakgrund eller någon erfarenhet av sjöfart (han var smed, gravör och senare ägare till en tidning i Cincinnati), men han läste mycket och var särskilt intresserad av Arktis. Efter John Franklins olycksaliga expedition 1845 var Halls intresse riktat mot Arktis. Han ledde två expeditioner för att leta efter Franklin och hans besättning; 1860-1863 samt 1864-1869. Dessa erfarenheter gjorde honom till en erfaren polarforskare och gav honom värdefulla kontakter bland inuiterna. Hans renommé gjorde att han lyckades övertyga den amerikanska regeringen att finansiera hans tredje expedition i ett försök att nå nordpolen.

## Förberedelser

### Finansiering och material
1870 införde den amerikanska senaten Arktisresolutionen för att finansiera en expedition till nordpolen. Hall begärde och fick 50 000 dollar av den amerikanska kongressen för att leda expeditionen och började rekrytera personal i slutet av 1870. Han tillförsäkrade sig den amerikanska flottans bogserbåt Periwinkle, ett 387 tons ångfartyg. På Washington Navy Yard byggdes båten om till en skonert och gavs namnet Polaris. Hon förbereddes för tjänst i Arktis genom att förstärkas med ektimmer i skrovet och järn i fören. En ny motor monterades och en av pannorna byggdes om för att kunna elda säl- och valtran.
Fartyget utrustades även med fyra 6,1 meter långa och 1,2 meter breda valfångstbåtar, samt en pråm. Under sina tidigare Arktisexpeditioner hade Hall kommit att uppskatta inuitiska umiaker och han tog därför med sig en liknande hopfällbar sådan med plats för 20 man. Maten som packades bestod bland annat av konserverad skinka, saltat kött och bröd. Besättningen hade planer på att komplettera den medhavda provianten med myskoxe, säl och isbjörn för att undvika skörbjugg.

### Personal
Under våren 1871 hade den amerikanske presidenten Ulysses S. Grant utsett Hall till ledare för expeditionen med titeln kapten. Hall hade stor erfarenhet av Arktis men ingen erfarenhet av segling så titeln var endast informell. I valet av officerare och sjömän litade Hall mycket på valfiskare med erfarenhet av Arktis. Detta var en stor skillnad mot det brittiska amiralitetets polarexpeditioner som oftast använde sig av marin personal och mycket disciplinerade besättningar.
För att välja sjökapten vände sig Hall till Sidney O. Budington och därefter till George Tyson som båda först tackade nej på grund av att de hade fått valfiskeuppdrag, men när dessa uppdrag ställdes in utsågs Budington till sjökapten och Tyson till assisterande navigatör. Både Budington och Tyson hade lång erfarenhet som kaptener på valfångstfartyg och detta ledde till att Polaris hade tre kaptener vilket skulle få stor inverkan på expeditionens öde. Ytterligare försvårande förutsättningar var att Budington och Hall 1863 grälade då Budington nekade Hall att få använda sina inuitiska guider Joseph Ebierbing och Tookoolito, på en expedition när de båda guiderna var sjuka och arbetade under Budington.
Resten av officerarna och forskningspersonalen bestod av amerikaner (förstematros Hubbard Chester, andrematros William Morton, samt astronomen och kaplanen R.W.D. Bryan) och tyskar (forskningsledaren och skeppsläkaren Emil Bessels samt meteorologen Frederick Meyer). Sjömännen var till största delen tyskar, som exempelvis maskinchefen Emil Schumann. Utöver de 25 officerarna, besättningsmännen och forskningspersonalen tog Hall även med den inuitiske tolken och jägaren Ebierbing, hans fru Tookoolito och deras barn, samt grönlänningen Hans Hendrik, hans fru Merkut och deras tre barn.

## Expeditionen

### Från New York till Upernavik

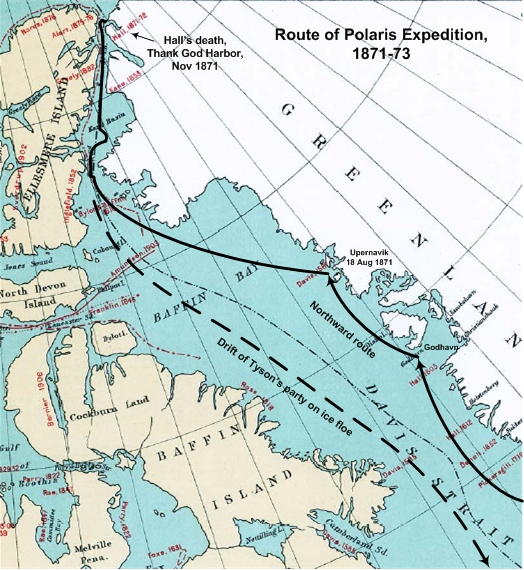
Polarisexpeditionens väg 1871–1873.

Redan innan expeditionen avgick från Brooklyn Navy Yard 29 juni 1871 fick den problem. Kocken, en sjöman, en brandman och en vicemaskinist avvek från expeditionen. Stewarden visade sig vara alkoholist och lämnades kvar i land.
Fartyget stannade i New London, Connecticut för att anställa en ny vicemaskinist och avgick därifrån 3 juli 1871. När de nådde St. John's hade motsättningar uppstått mellan officerarna och forskningspersonalen då Bessels, med stöd av Meyer, öppet protesterade mot att forskningsstyrkan skulle lyda under Hall. Motsättningarna spreds till de övriga besättningsmedlemmarna som delades utifrån sina respektive nationella ursprung. I sin dagbok skrev vice navigatören George Tyson att när de nådde ön Disko uttrycktes det öppet att Hall inte skulle få äran av expeditionen och att några i besättningen redan hade bestämt sig för hur långt de skulle följa med och när de skulle åka hem. Hall bad kapten Davenport på lastfartyget Congress att ingripa. Davenport hotade att skicka Meyer tillbaka till Amerika för ordervägran vilket ledde till att samtliga tyskar hotade att lämna expeditionen. Hall och Davenport tvingades att lugna ner sig men Davenport höll då ett starkt formulerat tal om marin disciplin.
Motsättningarna visade sig även genom att någon ur besättningen saboterade fartygets pannor samt att tranpannorna försvann, troligen genom att de kastades överbord.
18 augusti 1871 nådde fartyget Upernavik på Grönlands västkust, där den inuitiske jägaren och tolken Hans Hendrik gick ombord. Polaris fortsatte norrut genom Smiths sund och Nares sund, och passerade de tidigare rekorden för de fartyg som hade gått längst norrut och som leddes av Elisha Kane respektive Isaac Hayes.

### Förberedelser och Halls död
2 september 1871 nådde Polaris sin nordligaste punkt, 82°29'N. Spänningarna ökade åter igen när de tre ledande officerarna inte kunde enas om att fortsätta längre norrut eller inte. Hall och Tyson ville fortsätta för att minska den sträcka som skulle återstå för att ta sig till nordpolen med hundsläde. Budington ville inte fortsätta då han ansåg att det skulle riskera att skada fartyget. 10 september 1871 fortsatte de in i Thank God Harbor (nuvarande Hall Bay) och övervintrade vid den grönländska nordkusten.  

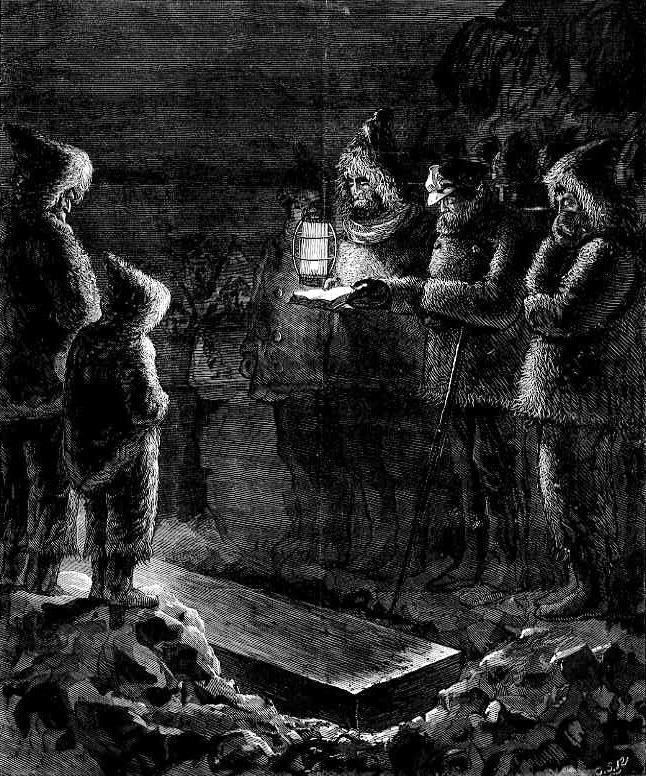
Kapten Halls begravning.

Under de följande veckorna förberedde sig Hall för en slädfärd med målet att slå sir William Edward Parrys rekord i att gå längst norrut. Misstroendet bland de ledande officerarna visades då Hall berättade för Tyson att han inte litade på Budington och att han ville att Tyson skulle följa med på slädfärden. Han var dock osäker på om han vågade lämna Budington kvar med befälet över fartyget. Det finns en del bevis för att Budington kan ha varit alkoholist då han vid åtminstone tre tillfällen ur fartygets förråd bland annat stal alkohol som användes av forskningspersonalen för att bevara prover. Hall hade klagat på Budingtons drickande  , vilket visade sig korrekt enligt vittnesmålen från besättningen under utfrågningarna efter expeditionen. Med Tyson kvar på fartyget gav sig Hall av 10 oktober 1871 med två slädar och förstematrosen Chester samt guiderna Ebierbing och Hendrik. Dagen efter skickade Hall tillbaka Hendrik till fartyget för att hämta kvarglömt materiel. Hall bad även Hendrik påminna Bessels om att ställa fartygets kronometer rätt varje dag, vilket var ett exempel på Halls kontrollbehov under expeditionen. Innan han gav sig iväg på slädfärden överlämnade han även en detaljerad lista till Budington över hur fartyget skulle skötas under Halls frånvaro. Detta föll troligen inte i god jord hos den erfarne seglaren med över 20 års erfarenhet.
När de återvände 24 oktober 1871 blev Hall plötsligt sjuk efter att ha druckit en kopp kaffe. Symtomen började med orolig mage och fortsatte dagen efter med kräkningar och delirium. Hall anklagade flera av besättningsmedlemmarna för att ha förgiftat honom. Efter dessa anklagelser vägrade han att ta emot medicinsk behandling från Bessels och drack endast vätska han fick av vännen Tookoolito. Under några dagar såg han ut att bli bättre och klarade även av att ta sig upp på däck. Bessels hade talat med Bryan, fartygets präst, om att han skulle övertala Hall att låta doktorn träffa honom. 4 november gick Hall med på det och Bessels återupptog behandlingen. Strax efter försämrades Halls hälsa ytterligare med kräkningar och delirium, varefter han kollapsade. Bessels ställde diagnosen slaganfall och Hall avled 8 november 1871. Han transporterades i land och begravdes.

### Försök att nå nordpolen

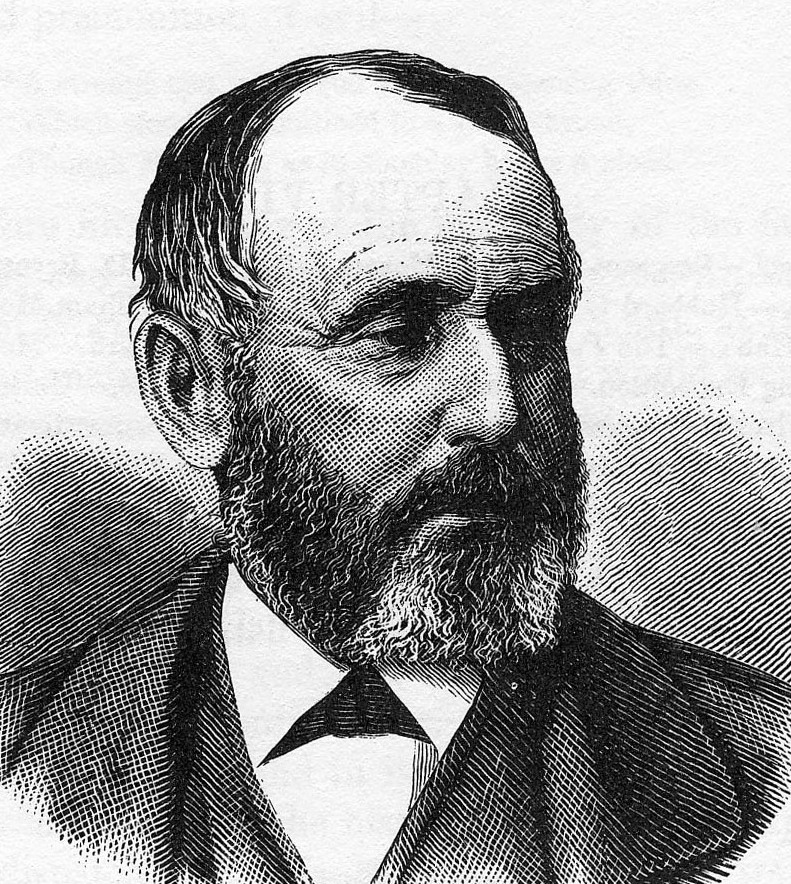
Kapten Sidney O. Budington.

Enligt marinministern George M. Robesons protokoll lämnades befälet över expeditionen till Budington, under vilken disciplinen ytterligare försämrades. Det dyrbara kolet eldades i stor omfattning: 2,8 ton i november vilket var omkring 700 kilo mer än föregående månad, och nära 3,8 ton i december. Budington var ofta berusad men han var långt ifrån den ende som tog ur förråden med alkohol. Enligt vittnesmål under den efterföljande utredningen var även Tyson berusad och Schumann hade låtit göra en kopia av Budingtons förrådsnyckel så att även han kunde komma åt alkoholen. Oavsett vilken inverkan alkoholen hade var det uppenbart att rutinerna på fartyget blev sämre och sämre. Enligt Tyson fanns det inga bestämda tider för när ljuset skulle släckas, besättningen fick göra som de ville och som en följd av detta festade de och spelade kort dygnet runt. Av okänd anledning delade Budington ut de vapen som fanns på fartyget till besättningen.
Det finns vissa bevis för en moraliskt tveksam plan av de högsta befälen den vintern. 1 januari 1872 skrev Tyson i sin dagbok om en plan som hade utmynnat ur en diskussion om möjligheten att ta sig till nordpolen kommande sommar. Planen var så häpnadsväckande att han inte kunde sluta att tänka på den. 19 april 1872 skrev han att han talat med Chester och att de var överens om att planen var så hemsk att den måste stoppas. Chester hade planer på att offentliggöra planen när de kom hem.  Författaren Farley Mowat menade att officerarna hade för avsikt att dikta ihop en resa till nordpolen, eller åtminstone till en breddgrad långt norrut.  
Oavsett vad planen gick ut på startade en expedition mot nordpolen 6 juni 1872. Chester ledde expeditionen i en valfångstbåt, men den krossades av isen bara några kilometer från Polaris. Chester och hans män tog sig tillbaka till fartyget och övertalade Budington att lämna över den hopfällbara båten. Med denna, och med Tyson i ledningen för en annan valfångstbåt, åkte de norrut igen. Under tiden hittade Polaris ut till öppet vatten och sökte en väg söderut. Budington, som inte ville tillbringa ytterligare en vinter i isen, skickade Ebierbing norrut med order till Tyson och Chester att omedelbart återvända till fartyget, vilket gjorde att de tvingades överge sina båda båtar och gå 32 kilometer tillbaka till Polaris. Vid det laget hade de tappat tre värdefulla livbåtar och den fjärde, en liten pråm, krossades av isen i juli efter att oförsiktigt ha lämnats ute över natten. Expeditionen hade misslyckats med sin huvuduppgift att nå nordpolen.

### Hemresa och Polaris öde
Efter att ha gett upp expeditionens huvudmål vände Polaris söderut. I Smiths sund, väster om Humboldtglaciären, gick hon på grund på ett isberg och kunde inte komma loss. På natten 15 oktober 1872, med ett isberg som hotade fartyget, rapporterade Schumann att hon tog in vatten och att pumparna inte kunde hålla undan det. Budington beordrade att last skulle kastas ut på isen för att boja fartyget. Besättningen började kasta lasten överbord, men enligt Tyson utan hänsyn till hur den kastades, varvid mycket av lasten gick förlorad.

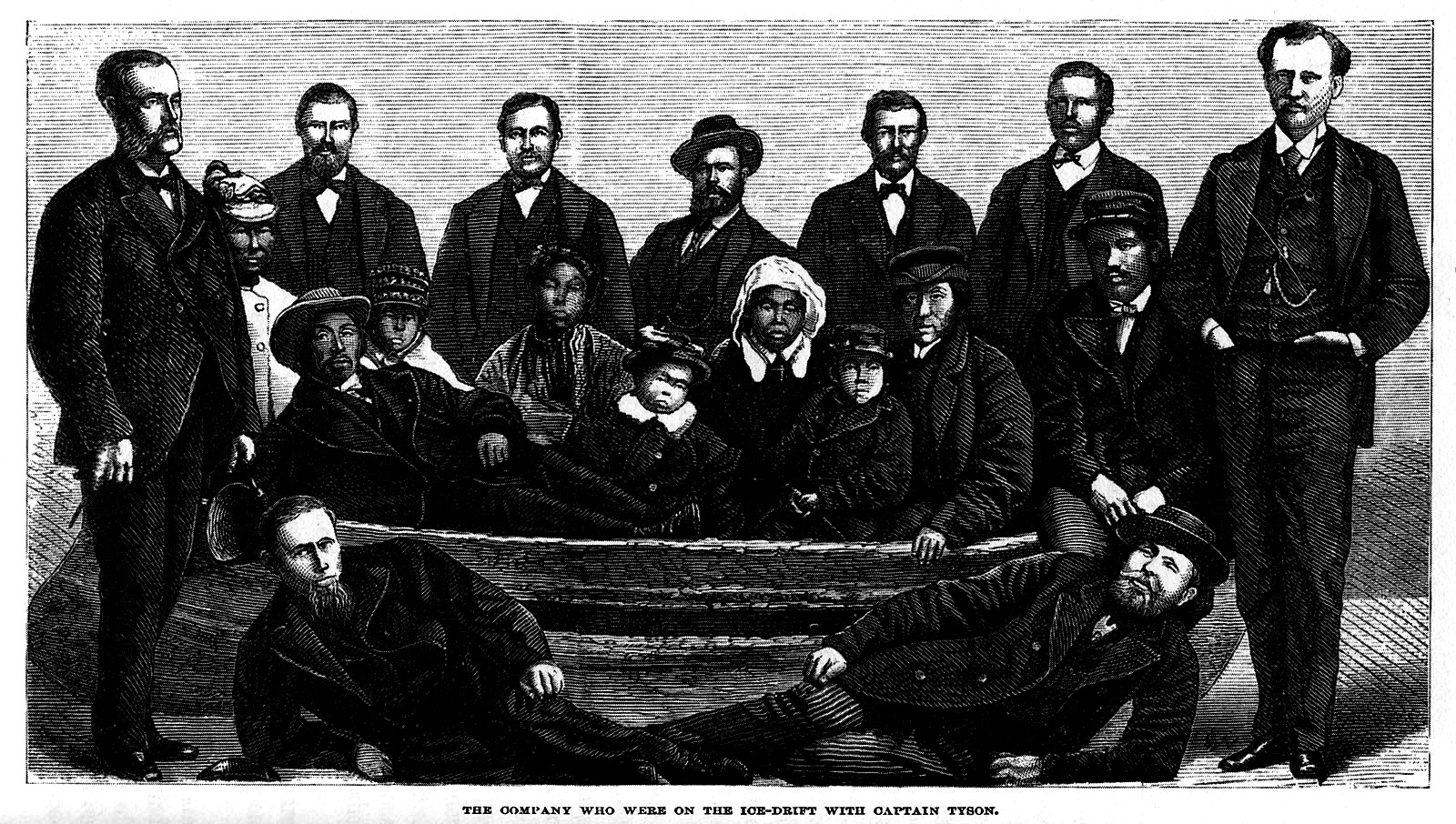
Tyson längst till vänster med de övriga ur Polarisexpeditionen som räddades från isflaket. Bilden tagen i St. John's, Newfoundland

En stor del av besättningen befann sig på den omgivande packisen under natten den bröts. När morgonen kom befann sig Tyson, Meyer, sex sjömän, kocken, stewarden och alla inuiter på ett drivande isflak. De kunde se Polaris omkring 15 kilometer bort, men försöken att få besättningen ombord på Polaris att se dem var fruktlösa.
Inuiterna byggde igloos och Tyson uppskattade att de hade omkring 850 kilo mat. De hade även fartygets två valfångstbåtar och två kajaker, men en av kajakerna förlorades då isflaket bröts upp. Meyer trodde att de drev på den grönländska sidan i Davis sund och att de snart skulle befinna sig inom roddavstånd från ön Disko. Han hade fel, de befann sig i själva verket på den kanadensiska sidan av sundet. Felräkningen gjorde att männen vägrade att gå med på Tysons planer att spara och de började snart att plocka isär en av båtarna för att elda. De gjorde därmed en säker tillflykt till land osannolik. En natt i november åt männen upp en stor del av maten de hade. Gruppen drev omkring 2 900 kilometer på isflaket under de följande sex månaderna innan de 30 april 1873 räddades vid Newfoundlands kust av sälfångstfartyget USS Tigress. Samtliga skulle troligen ha omkommit om inte inuiterna Ebierbing och Hendrik hade ingått i gruppen, eftersom de klarade av att fånga och döda sälar vid flera tillfällen. Trots detta nämndes de knappt i de officiella rapporterna om expeditionen och inte heller i media.
16 oktober 1872, då fartygets kol höll på att ta slut, beslutade kapten Budington att köra Polaris på grund nära Etah på Grönland. Efter att de hade förlorat en stor del av sina sängkläder, kläder och mat när de kastade lasten överbord 12 oktober, befann sig den återstående besättningen i dålig kondition för att klara ytterligare en vinter. De byggde en barack med timmer ur fartyget och 24 oktober släckte de fartygets pannor för att spara på kolet. Pumparna stannade och båten fick slagsida, halvfylld med vatten. Lyckligtvis fick de hjälp av inuiterna i Etah att klara vintern.  Efter att ha övervintrat på land byggde besättningen två båtar av virke från Polaris och 3 juni 1873 seglade de söderut. De siktades och räddades i juli av valfångstfartyget Ravenscraig och återvände hem via Skottland.

## Eftermäle

### Utredning

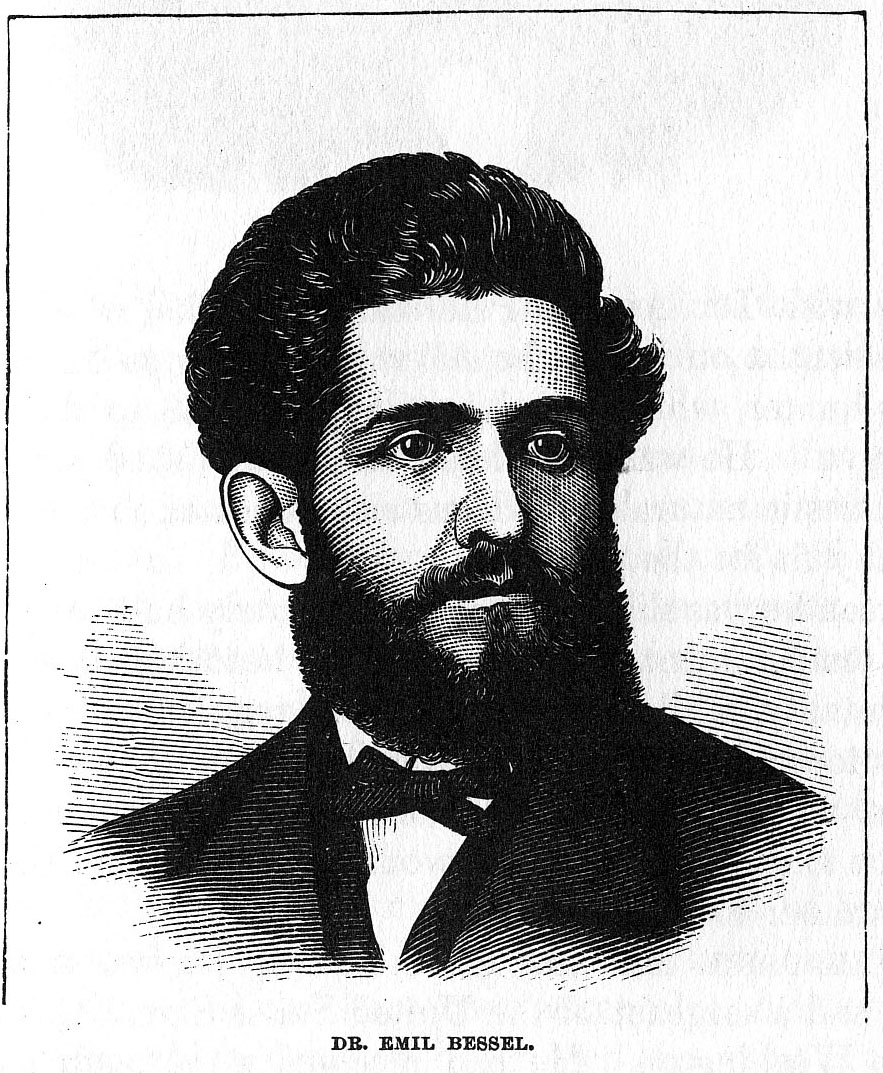
Doktor Emil Bessels.

5 juni 1873 påbörjade USA:s marindepartement en utredning. Vid den tiden hade besättningen och inuitfamiljerna räddats från isflaket, men Budingtons, Bessels och den övriga besättningens öde var okänt. Utredningen genomfördes av amiral Louis M. Goldsborough, marinminister Robeson, kommendör Reynolds, kapten Henry W. Howgate från armén samt Spencer F. Baird från The National Academy of Sciences. Tyson, som var den förste som frågades ut, berättade om motsättningarna mellan Hall, Budington och Bessels, samt Halls anklagelser om förgiftning på sin dödsbädd. Utredarna frågade även om var Halls dagböcker och anteckningar fanns och Tyson svarade att när Hall hade delirium bad han Budington att bränna en del av hans papper, medan resten av anteckningarna hade försvunnit. Senare hittades andra besättningsmedlemmars dagböcker på platsen där Polaris gick på grund, men i dessa hade avsnitt om Halls död rivits ut.
Meyer vittnade om Budingtons drickande och sade att han hade varit berusad nästan hela tiden de seglade söderut. Stewarden John Herron berättade att han inte hade kokat det kaffe Hall misstänktes ha förgiftats av. Han förklarade att kocken kokade kaffet och att han själv inte hade sett hur många som hade rört vid koppen som Hall fick.
Efter att Budington och resten av besättningen hade räddats och återvänt till USA fortsatte utredningen. Budington angrep Tysons trovärdighet och bestred Tysons anklagelser om att han hade hindrat Halls försök att segla fartyget längre norrut. Han bestred även anklagelserna om sitt drickande och menade att han hade för vana att dricka, men mycket lite. Bessels frågades ut om orsaken till Halls död. Bessels menade att orsaken till Halls första anfall var att han hade utsatts för mycket låga temperaturer under sin slädfärd. När han kom tillbaka in i en varm hytt utan att ta av sig sina tunga pälskläder och drack en varm kopp kaffe innebar det komplikationer för hans hälsa. Bessels berättade att Hall drabbades av förlamning i sin vänstra arm och kroppshalva. Bessels gav honom kinin för att höja kroppstemperaturen innan han avled.
Med motsägelsefulla vittnesmål, saknade dagböcker och ingen kropp att obducera blev ingen anklagad för att ha orsakat Halls död. I utredningens slutrapport skrev arméns och marinens chefskirurger att med tanke på omständigheterna och symtomen i kombination med besättningens vittnesmål, var de av uppfattningen att Hall hade dött av naturliga orsaker och att doktor Bessels behandling var den bästa under de rådande omständigheterna.

## Utredning 1968
1968 gjorde professor Chauncey C. Loomis från Dartmouth College en expedition till Grönland för att undersöka Halls kropp. Tack vare permafrosten var Halls kropp, svepduk och kista väl bevarade. Prover från ben, naglar och hår visade att Hall hade fått i sig stora mängder arsenik under sina sista två veckor i livet. Arsenikförgiftning har de symtom besättningsmedlemmarna berättade om: magsmärtor, kräkningar, omtöcknad och manier. Arsenik kan ha en söt smak och Hall klagade på att kaffet smakade sött och hade bränt i hans mage.